# Узник (опера)
Узник (итал. Il prigioniero) — одноактная додекафонная опера Луиджи Даллапикколы, написанная в 1943—1948 годах на либретто композитора по мотивам рассказа «Пытка надеждой» Филиппа Огюста Матиаса Вилье де Лиль-Адана и романа «Легенда об Уленшпигеле и Ламме Гудзаке» Шарля де Костера. Наиболее часто исполняемая опера композитора. Продолжительность сочинения — около часа.

## Действующие лица и состав
- Мать (Il Madre) — драматическое сопрано
- Узник (Il Prigioniero) — бас-баритон
- Страж (Il Carceriere) / Великий Инквизитор (Il Grande Inquisitore) — тенор
- Два священника (Due sacerdoti) — тенор и баритон
- Фра Редемптор (Un Fra Redemptor) — без пения

Действующие лица перечислены в порядке появления на сцене. Партии Стража и Великого Инквизитора поручены одному певцу. Время и место действия: Испания, вторая половина XVI века.
В опере задействован симфонический оркестр (существует редакция для уменьшенного состава в 55 исполнителей), а также размещённые за сценой орган, две трубы, тромбон, три колокола и два хора, большой и малый. Последний принимает участие только в заключительной сцене (тт. 920—940).

## Структура
- Пролог (Мать). Баллата («Вижу! Его узнаю́!»).
- Первое хоровое интермеццо («Да будет милость Твоя, Господи, на нас»).
- Первое действие. Сцена первая (Узник и Мать).
- Сцена вторая (Узник и Страж). Ария в три строфы («По океану и по Шельде»).
- Сцена третья (Узник, «Фра Редемптор» и два священника). Три ричеркара.
- Второе хоровое интермеццо («Господи! отверзи уста мои»).
- Сцена четвёртая (Узник и Великий Инквизитор).

## Либретто
За основу либретто композитором был принят сюжет рассказа Вилье де Лиль-Адана «Пытка надеждой» из сборника «Новые жестокие истории». Материал был переработан с целью придания ему большой универсальности и абстрактности (в частности, узник у Даллапикколы уже не рабби Асер Абарбанель, а безымянный гёз). Для проработки деталей были также использованы «Легенда об Уленшпигеле и Ламме Гудзаке» Шарля де Костера (отчасти под влиянием оратории «Тиль Клаас» Фогеля) и поэма Виктора Гюго «Роза инфанты» из «Легенды веков». На образах первого из этих источников строится Вторая сцена (при этом, как отмечает Массимо Мила, реплики Стража о подвигах гёзов пародируют военные радиосводки Би-би-си, транслировавшиеся из Лондона), а на вольных цитатах из поэмы Гюго — образ Филиппа Второго в баллате Матери в Прологе. Кроме того, для молитвы Узника, композитор использовал одну строку из сборника стихотворений детской писательницы Лизы Певарелло.
Тематически «Узник» развивает идеи «Песен заточения» (1938—41), образуя вместе с ними и «Песнями освобождения» (1955) «протестную трилогию».

## О языке произведения
Опера написана в додекафонной технике с использованием преимущественно трёх основных серий, символически названных самим композитором «серией молитвы» [8A275B934016], «серией надежды» [67895BA40132] и «серией свободы» [9B257A036814] . Гармония хроматична, но в основе сохраняет терцовое строение. Как и многие другие партитуры Даллапикколы (например, Прощание или Sicut umbra...), «Узник» изобилует различного рода метафизической символикой. В частности, образ лабиринта кажущихся во время побега (ит. fuga) Узнику бесконечными извилистых коридоров под сводами Сарагосского официала воплощён средствами многочисленных канонов и трёх ричеркаров.

## Публикация
Партитура, а также клавир, выполненный пианистом Пьетро Скарпини, были опубликованы издательством «Suvini Zerboni» в 1948 году (номера в каталоге издательства: 4463 и 4464 соответственно). В 1976 году вышла новая редакция клавира Скарпини (№ 7685). Сам композитор придавал большое значение оформлению партитуры и предложил издательству взять за основу офорт Гойи из «Бедствий войны» (Лист 15 «Нет спасения»).

## Первые исполнения
Первое концертное исполнение «Узника» состоялось на радио 1 декабря 1949 года: Симфоническим оркестром и хором «RAI» в Турине дирижировал Герман Шерхен (Мать — Магда Ласло, Узник — Шипио Коломбо, Страж — Эмилио Ренци); первая постановка оперы состоялась 20 мая 1950 года в рамках XIII Флорентийского музыкального мая: фестивальным оркестром снова дирижировал Шерхен, партии Матери и Узника исполняли вновь Ласло и Коломбо, а партию Стража — Марио Бинчи. Первые исполнения проходили в откровенно враждебной обстановке, не было даже и речи о соответствии их более чем посредственного уровня партитуре: чтобы помешать постановке «Узника» регулярно слались письма в министерство культуры соответствующего содержания, в том числе с обвинениями Даллапикколы в ереси и нападках на сами основы католической церкви (что набожный католик Даллапикколы воспринимал особенно болезненно); продолжавшаяся несколько лет травля распространялась и на бытовой уровень, и на материальное положение композитора. Сложностью ситуации объясняется тот факт, что мировая премьера состоялась на радио: иначе, она могла не состояться вообще.
В 1957 году рассматривалась возможность постановки «Узника» в Москве. Композитор дал своё согласие при условии, что слушатели будут в письменном виде ознакомлены с его пояснительным текстом, который, по мысли Даллапикколы, должен был служить гарантией неискажённого представления на сцене его замысла. В этом тексте Даллапиккола подчёркивал, что, будучи католиком, он ни в коем случае не пытался обличить Католическую Церковь, а лишь использовал образ Святой инквизиции в качестве метафоры тоталитаризма, учитывая катастрофические обстоятельства военных лет, когда он работал над сочинением. «Московский проект» своего развития не получил.

## Рецепция
Опера, являясь самым популярным сценическим произведением композитора, продолжает регулярно ставиться уже более полувека и даже снискала славу самой популярной в Европе современной итальянской оперы со времён Пуччини. Отдельными критиками «Узник» называется наиболее значительной итальянской оперой, написанной после «Турандот».
Широкую известность получил т.н. мотив «Fratello» («О брат мой»: обращение Стража/Инквизитора к Узнику) [014]. На него написаны посвящённые Даллапикколе «Пять вариаций» (1952-53, 1966) Берио для фортепиано, а также сочинение Ноно «С Луиджи Даллапикколой» (1979) для ударных и электроники.
Высоко ценивший оперу Эдисон Денисов называл её «гимном человеческому достоинству, благородству и мужеству».

## Записи
Существуют записи оперы, сделанные в разные годы Меллесом (1973), Дорати (1975) и Салоненом (1996) — на итальянском; Шерхеном (1956, изд. 1990) и Росбаудом (1955, изд. 1994) — на немецком. В Архиве Даллапикколы доступны для изучения записи с Сикстеном Эрлингом (на шведском), Стоковским (на английском), Мадерной (на итальянском) и др., а также запись исполнения на японском языке.